# ريتشارد هارفي (سياسي)
ريتشارد هارفي هو مدرس بيانو ‏ وسياسي أسترالي، ولد في 18 أبريل 1985. نشط حزبياً في حزب أستراليا الليبرالي (فرع جنوب أستراليا) ‏. في 2018 South Australian state election ‏، انتخب عضو المجلس النيابي لجنوب أستراليا ‏ عن دائرة Electoral district of Newland ‏ وقد انضم خلال فترته النيابية ‏ (17 مارس 2018 – ) للكتلة البرلمانية حزب أستراليا الليبرالي (فرع جنوب أستراليا) ‏.